# Klont
Klont is een boek geschreven door Maxim Februari. Het boek is uitgegeven door Prometheus en verscheen in 2017. Het boek werd door de Volkskrant uitgeroepen tot de beste Nederlandstalige roman van 2017. Ook kreeg het de Annie Romein-Verschoorprijs en kwam het op de shortlist van de Libris Literatuurprijs en de Gouden Uil Literatuurprijs.

## Samenvatting
Klont speelt zich af in de toekomst. Het gaat over Bodo Klein, een ambtenaar op het ministerie van veiligheid, en Alexei Krups, een expert op het gebied van de klont. Aan het begin van het boek is Bodo erg ontevreden, en maakt een plan om zelfmoord te plegen. Hij stuurt iedereen een brief, maar doet uiteindelijk geen poging. De mensen om hem heen reageren met onbegrip, en Bodo kan zich niet meer vertonen op het ministerie van veiligheid.
Alexei Krups vliegt intussen van locatie naar locatie om allerlei lezingen te houden over de klont. Krups wordt geprezen voor zijn expertise, maar voor de lezer wordt het duidelijk dat Krups niet zo'n grote expert is als wordt beweerd. Krups vertelt over de gevaren van digitale technologie en hoe deze ervoor gaan zorgen dat de roman en de politiek ten onder gaan. Krups wordt steeds bekender.
De relatie tussen Bodo en zijn vrouw Collete is gespannen na zijn actie. Dit wordt ook nog versterkt door het intrekken hun kinderen het huis in kwamen wegens een overstroming in hun huis. Gelukkig krijgt Bodo de taak van de minister, Kirstin Elias, om naar Londen te gaan voor een lezing van Alexei. Vragen uit het publiek van deze lezing wijzen op de tegenstrijdigheid van sommige uitspraken van Krups. Met deze informatie gaat Bodo terug naar Nederland. Bodo vraagt zijn assistent om een aantal citaten van Krups te checken, en krijgt hierdoor nuttig bewijs tegen Krups. Kirstin probeert ondertussen te achterhalen wat de rol is van Asma al-Assad bij de klont. Ze komt erachter dat Asma al-Assad niet achter de klont zit zoals Krups beweert.
Deze publicatie van al deze bevindingen doen Krups uiteindelijk de das om, en de kranten distantiëren zich van zijn werk.

## Thema's
In Klont gaat bij Bodo Klein over familierelaties en het belang hiervan. Bij Alexei Krups gaat het over de vraag of we als mensheid door voortgang de controle verliezen. Hierbij gaat ook over nepnieuws en hoe de nadruk op sensatie in de media die de kwaliteit van het nieuws in gevaar brengt. Het is dus, naast een toekomstroman, ook een maatschappijkritische roman.